# Eisenhütte Prinz Rudolph
Die Aktiengesellschaft Eisenhütte Prinz Rudolph (EPR) war ein 1842 im münsterländischen Dülmen gegründeter Betrieb der Montanindustrie und über einhundert Jahre ein namhafter Hersteller von Spezialmaschinen für Berg- und Hüttenwerke wie zum Beispiel dampfbetriebene Fördermaschinen, Haspeln oder Pumpen. Einige ihrer historischen Maschinen werden als Zeitzeugen der Industriekultur im Ruhrgebiet erhalten. Das Unternehmen gehört heute als Teil der Hazemag & EPR GmbH mehrheitlich zur chinesischen Sinoma International Engineering Co., Ltd.

## Geschichte

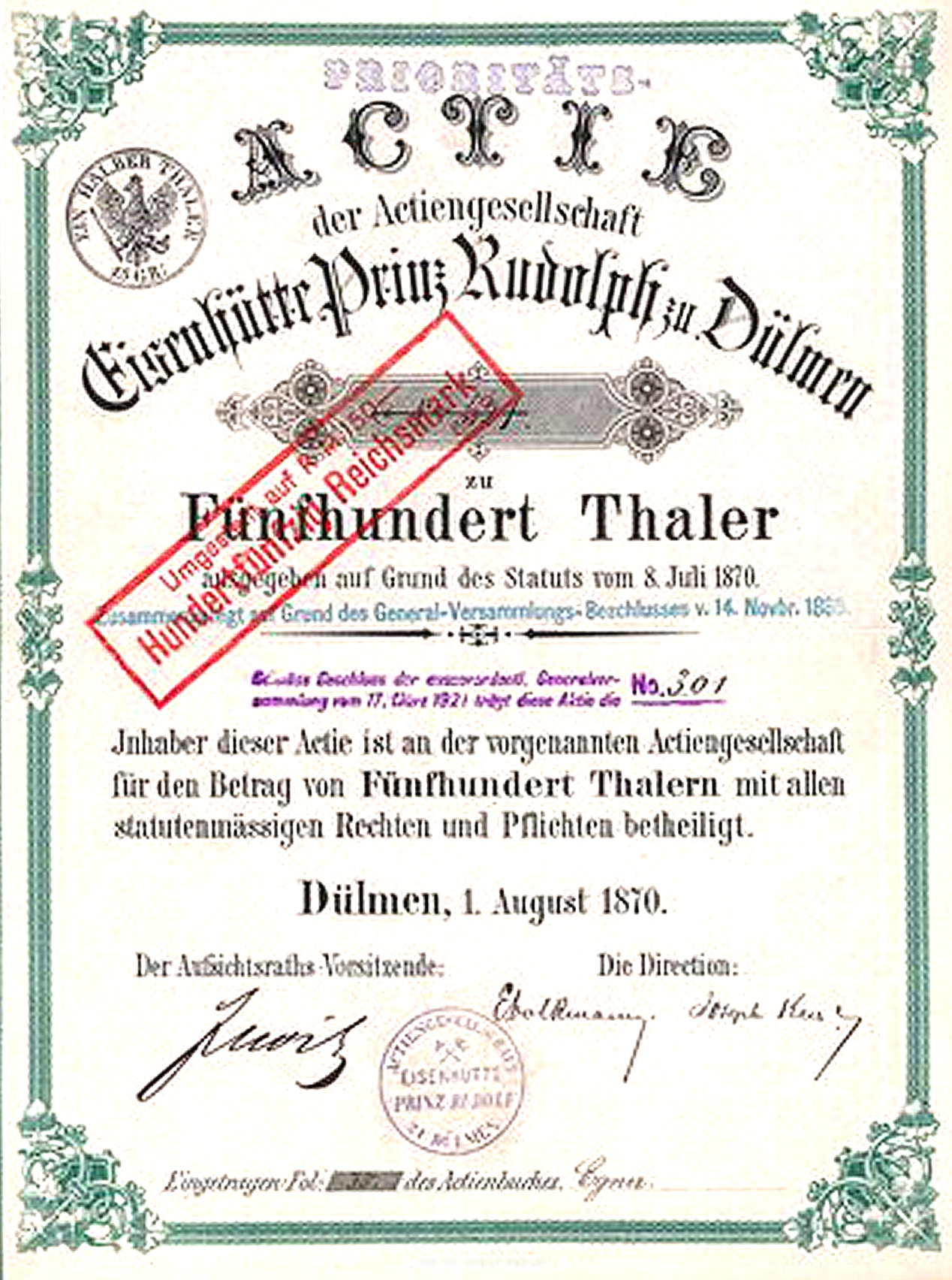
Gründungsaktie aus dem Jahr 1870

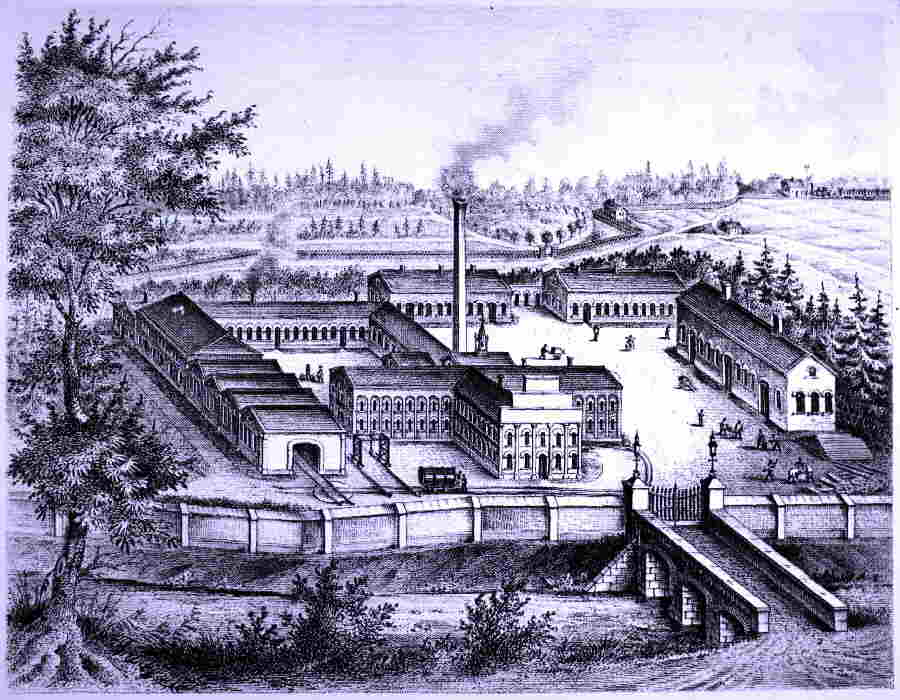
Eisenhütte Prinz Rudolph um 1880

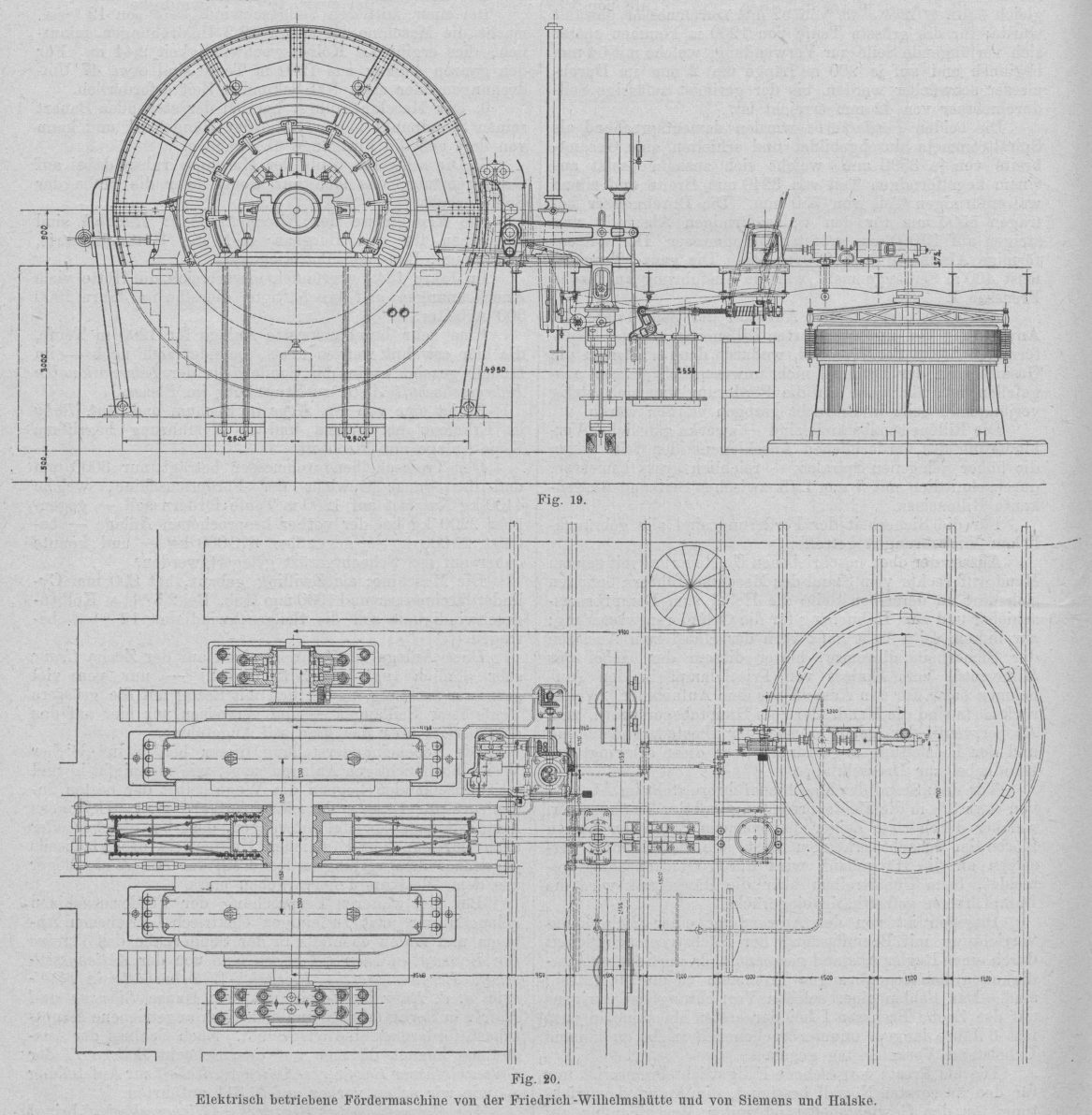
Technische Zeichnung
Stehenden Verbund-Fördermaschine mit Ventilsteuerung Patent Tomson von 1896

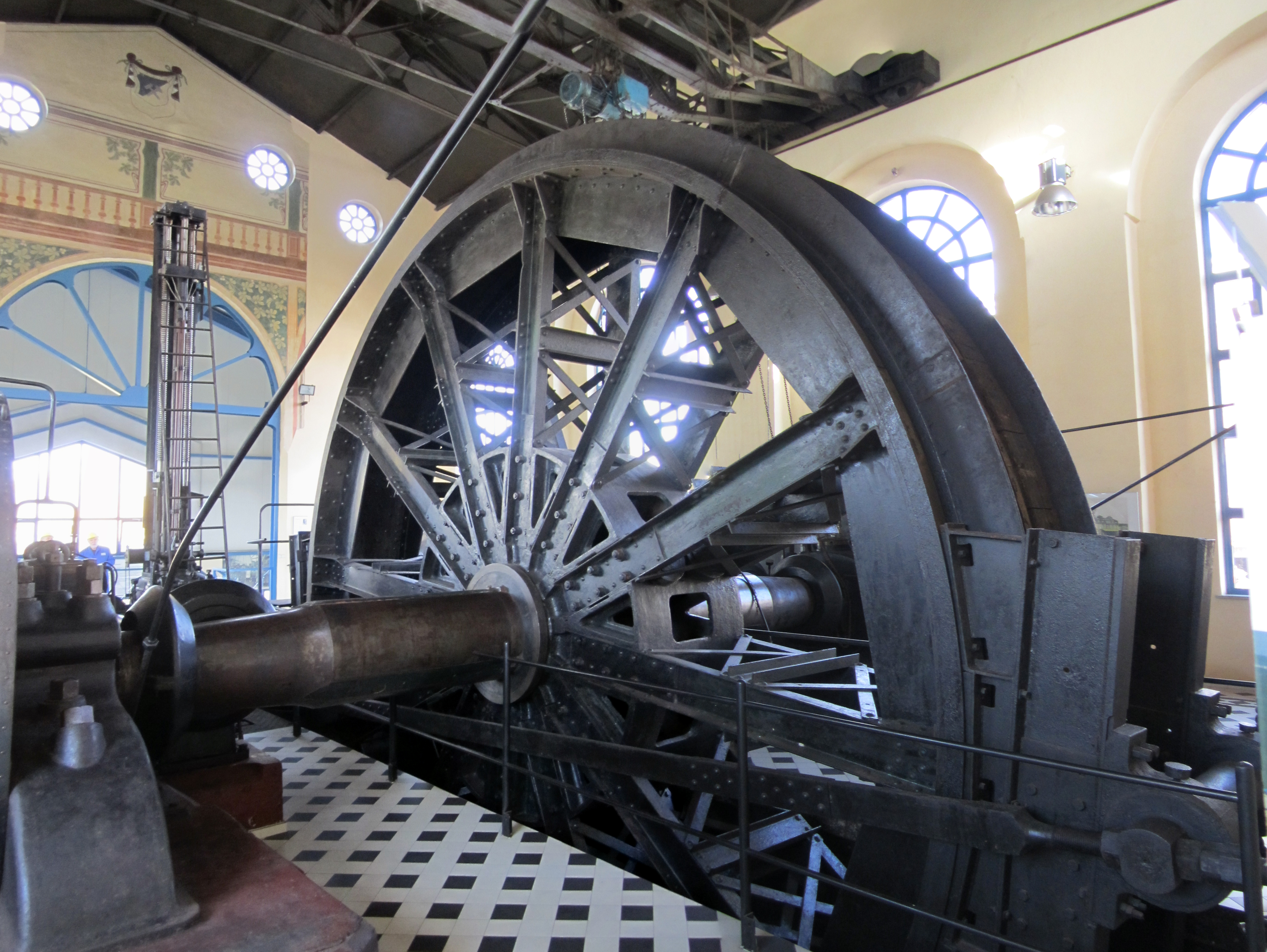
Kaliwerk Glückauf
Treibrad von 1927

### Gewerkschaft Eisenhütte Prinz Rudolph
1832 erhielt der Unternehmer Friedrich Beisenherz aus Bochum für den Bereich Dülmen, Haltern, Olfen und Lembeck das Mutungsrecht zum Abbau von Raseneisenerz. Etwa zeitgleich übersiedelte der Herzog Alfred von Croÿ von Frankreich zurück an seinen Stammsitz, die Grafschaft Dülmen. Am 5. April 1842 gründete Alfred von Croÿ zusammen mit Friedrich Beisenherz, den Domänenräten Ludwig von Noël und Rudolf Froning aus Dülmen, dem Kaufmann Wilhelm von Hövel aus Dortmund sowie zwei weiteren Geldgebern aus Hövel und Herdecke die Bergrechtliche Gewerkschaft Eisenhütte Prinz Rudolph. Der Zweck des nach Rudolf von Croÿ benannten Unternehmens war es, aus dem vorhandenen Rasenerz mithilfe von Holzkohle Eisen zu erschmelzen. Am 18. Juni 1842 erfolgte die Grundsteinlegung der gleichnamigen Eisenhütte in der Dülmener Feldmark und damit der Beginn der Industrialisierung in Dülmen. Ein Jahr später wurden in einem Kartell mit den benachbarten Unternehmen Gutehoffnungshütte (Sterkrade), Friedrich-Wilhelms-Hütte (Troisdorf) und Westfaliahütte (Lünen) Einkaufszonen für Holzkohle vereinbart, um Preisanstiege zu verhindern. 1844 wurde der Hütte eine Maschinenfabrik angegliedert, um Förder- und Wasserhaltungsmaschinen für den Bergbau zu fertigen. Nach dem Zuzug von 41 Familien aus dem Hunsrück waren 1849 auf der Eisenhütte 275 Arbeiter beschäftigt und erzeugten 120 Tonnen Eisen im Wert von 90.000 Talern. Fast ein Fünftel (18,5 Prozent) der Dülmener Bevölkerung war zu dieser Zeit von der Eisenhütte Prinz Rudolph lohnabhängig. Im Jahr 1851 wurde eine weitere Maschinenfabrik für die Herstellung von Pumpen und Fördermaschinen angegliedert. Ab 1864 erfolgte der Bau erster, für mehrere Jahrzehnte richtungsweisender Dampffördermaschinen, die teilweise bis 1954 in Betrieb waren.

### Aktiengesellschaft Eisenhütte Prinz Rudolph
Nach Inkrafttreten des neuen Handelsgesetzes von 1869 wandelten die Gesellschafter die Gewerkschaft zum 8. Juli 1870 in eine Aktiengesellschaft um. Zeitgleich wurde der Holzkohlehochofen für die Eisenschmelze gegen einen modernen Kokshochofen ausgetauscht. Es folgten wirtschaftlich schwierige Jahre. Mit der Stilllegung der Hochöfen 1875 wandelte sich die EPR zu einem rein eisenverarbeitenden Betrieb mit Eisengießerei für Maschinenguss und Maschinenbau. Das benötigte Roheisen sowie der Stahl wurden fortan im Ruhrgebiet eingekauft und in der Hütte zur Weiterverarbeitung in Kupolöfen eingeschmolzen. Neben den Bergwerksmaschinen wurden in einem Musterbuch von 1880 auch Öfen, Kochgeschirr, Gartenmöbel und Geländer angeboten.
Am 12. Juni 1884 erteilte das Kaiserliche Patentamt der Aktiengesellschaft Eisenhütte Prinz Rudolph das erste in einer Reihe von Patenten. Im Jahre 1886 beschlossen die Gesellschafter der EPR die Herabsetzung des Aktienkapitals und die Umwandlung der 310 Stammaktien in 200 Prioritätsaktien.
1890 erfolgte bei EPR der Bau der ersten Druckluft-Kolbenhaspel. Etwa zur selben Zeit entwickelte der Werksdirektor der Zeche Gneisenau, Eugen Tomson, neben dem Tomson-Bock das Konzept einer stehenden Verbund-Fördermaschine mit Ventilsteuerung, die für Teufen bis 1200 m geeignet war, und erhielt darauf das Deutsche Reichspatent Nr. 87710. Aus einem anschließend ausgeschriebenen Wettbewerb für die Herstellung dieser Fördermaschinen unter namhaften Herstellern ging die EPR als Siegerin hervor. Die ersten beiden dieser stehenden Fördermaschinen Patent Tomson kamen ab 1896 in den Zechen Preußen II und I der Harpener Bergbau-Aktiengesellschaft zum Einsatz. Letztere wurde zuvor auf der Industrie- und Gewerbeausstellung Düsseldorf von 1902 ausgestellt und trug zum wirtschaftlichen Erfolg der EPR in den Folgejahren maßgeblich mit bei.
Im Ersten Weltkrieg produzierte EPR hauptsächlich Geschosshülsen für die Kriegswirtschaft und nur gelegentlich noch Maschinen. Ab 1918 konnte die ursprüngliche Produktion schnell wieder aufgenommen werden. Im Jahr 1921 übernahm die Recklinghäuser Gewerkschaft König Ludwig die Eisenhütte Prinz Rudolph durch Ankauf aller Aktien. Infolge wurde das Unternehmen vom neuen Besitzer rein auf die Produktion von Bergbaumaschinen ausgerichtet. Hierzu wurde das Stammkapital bis 1922 auf 4,0 Mio. Goldmark fast verdoppelt und die Belegschaft auf 270 aufgestockt, während der Potterieguss und der Bau von Landmaschinen eingestellt wurden. Unter dem Druck der Weltwirtschaftskrise schlossen sich am 21. Juni 1935 die Gewerkschaften König Ludwig und Ewald zur Aktiengesellschaft Bergbau AG Ewald-König Ludwig mit Sitz in Herten zusammen. Den Aufsichtsratsvorsitz bei der dazugehörigen EPR übernahm Bergwerksdirektor Hellmut Reimann, Vorstand war Hüttendirektor Hans Quartier. 1938 übernahm die EPR das Fördermaschinen-Programm der Isselburger Hütte, welche als Teil der Klöckner-Humboldt-Deutz AG fortan nur noch Motoren für die Wehrmacht produzierte.
Ab 1937 war die Eisenhütte Prinz Rudolph den Reichswerken-Hermann-Göring angegliedert. Das Unternehmen war als kriegswichtig eingestuft und produzierte im Zweiten Weltkrieg neben Ausrüstungsgegenständen für den Bergbau auch U-Boot-Deckel. Ab 1943 waren bei der EPR 128 holländische, belgische und mehrheitlich polnische Zwangsarbeiter eingesetzt. Hierzu bestand unweit der Hütte ein Zivilarbeitslager. Beim Bombenangriff auf Dülmen in der Nacht vom 21. auf den 22. März 1945 wurden Lager und Hütte zerstört. Fast alle Unterlagen zur Eisenhütte Prinz Rudolph gingen dabei verloren.
Der Wiederaufbau der Eisenhütte Prinz Rudolph begann umgehend und im Juni 1945 wurde die Produktion mit 70 Mitarbeitern wieder aufgenommen. Seit dem Winter 1946 waren Formerei und Gießerei wieder in Betrieb und es erfolgte der feierliche Guss des 1000. Großzylinders. Im Jahr 1947 wurden bei der EPR die ersten elektrischen Fördermaschinen für die Zechen Ewald und Blumenthal gebaut und ab 1950 Zwillingsdampffördermaschinen, die mit 9000 PS und 200 t Gestängedruck die leistungsstärksten der Welt waren. Ab 1955 wurde der Maschinenpark erneuert und 1957 die Ruine des Hochofens abgerissen. Im Vorfeld der Kohlekrise kam es am 1. Oktober 1957 zu einer Besprechung der Vertreter des Ruhrkohlenbergbaus bei Bundeswirtschaftsminister Ludwig Erhard, bei der auch der EPR-Aufsichtsratsvorsitzende Hellmut Reimann anwesend war. Im selben Jahr erfolgte bei der EPR die Errichtung eines neuen Konstruktionsbüros und 1960 der Aufbau eines Großbohrwerks. Bis dahin wurde der Apparatebau weiter ausgebaut und mit Aufnahme der Fertigung von Aggregaten für Hütten- und Walzwerke der Bereich Verfahrenstechnik etabliert. Die Stilllegung der Gießerei folgte im Jahr 1963. Im Jahr 1967 wurde die Produktion patentierter Verzugmatten für den Verbau von Bergwerken aufgenommen.
Auf Basis des „Gesetzes zur Anpassung und Gesundung des deutschen Steinkohlenbergbaus und der deutschen Steinkohlengebiete“ (Kohlegesetz) gründete im November 1968 eine Reihe von Bergbaugesellschaften zusammen mit der Bundesrepublik Deutschland die Ruhrkohle AG (RAG) als zukünftige Gesamtgesellschaft des Ruhrbergbaus. Mit Unterzeichnung des Grundvertrages am 18. Juli 1969 wurde auch die Eisenhütte Prinz Rudolph Teil der staatlichen Ruhrkohle AG. 1971 erfolgte der Bau eines neuen Verwaltungsgebäudes am Standort Dülmen.

### Eisenhütte Prinz Rudolph Zweigniederlassung der Salzgitter Maschinen AG
Im Rahmen von Umstrukturierungen innerhalb der staatseigenen Unternehmen der Montanindustrie wurde die EPR 1972 von der Salzgitter AG übernommen und übernahm 1974 ihrerseits 74 % der Salzgitter-Cortix Industrie- und Bergbautechnik Vertriebs GmbH. Zum 1. Oktober 1975 wurden die Eisenhütte Prinz Rudolph AG und die Salzgitter Maschinen Aktiengesellschaft (SMG) zusammengelegt und am 1. Oktober 1977 mit der Salzgitter Stahlbau AG (SASTA) zur neuen Salzgitter Maschinen und Anlagen AG fusioniert. Etwa zeitgleich erfolgte der Bau einer neuen Montagehalle. Nach der neuerlichen Umbenennung in Salzgitter Maschinen AG (SMAG) Anfang der 1980er Jahre firmierte die Hütte fortan unter Eisenhütte Prinz Rudolph Zweigniederlassung der Salzgitter Maschinen AG. Von 1980 bis 1982 baute das Unternehmen in Dülmen seine erste große Gesamtanlage für den Bergbau in Deutschland.

### Hazemag & EPR GmbH
Am Ende des 20. Jahrhunderts war die Hazemag Dr. E. Andreas GmbH & Co mit Sitz in Münster als Hersteller von Brecheranlagen, Prallmühlen und Rotormühlen ein weltweit tätiges Unternehmen für Zerkleinerungsanlagen zur industrielle Aufbereitung von Primär- und Sekundärrohstoffen. Seinen Aufstieg verdankte das 1946 von Ehrhardt Andreas und Richard Rendemann gegründete Unternehmen der notwendigen Schuttbeseitigung beim Wiederaufbau nach dem Krieg und gehörte seit 1988 zur Salzgitter Maschinenbau GmbH.
1989 übernahm Preussag die Salzgitter AG und trennte sich nach weitgehenden Umstrukturierungen 1998 wieder von ihr. Dies stellte eine der größten Fusionen der Nachkriegszeit dar und betraf auch die Eisenhütte Prinz Rudolph. Im Zuge der folgenden Umorganisation wurde Hazemag mit der EPR vereinigt und an den Standort der Eisenhütte Prinz Rudolph nach Dülmen verlegt, der wiederum von der zum Konzern gehörenden Noell Service- und Maschinentechnik GmbH übernommen wurde. Im Jahre 1999 wurde schließlich der gesamte Standort Dülmen an Schmidt, Kranz & Co. in Velbert abgegeben und von dieser als neue Hazemag & EPR GmbH in die SG-Group eingegliedert.
Im Jahr 2006 kaufte das Unternehmen die Aufbereitungssparte Mineral Processing von der DBT GmbH in Lünen. Ab 2008 baute Hazemag & EPR für die Emirates Recycling LLC eine der größten Bauschutt-Recyclinganlagen der Welt in Dubai. 2013 erwarb die chinesische Sinoma International Engineering Co., Ltd 29,55 % Firmenanteile der Hazemag & EPR und übernahm bis 2015 eine Mehrheitsbeteiligung von 59,09 %.

## Unternehmen
Die Eisenhütte Prinz Rudolph war von 1870 bis 1978 eine nicht börsennotierte Aktiengesellschaft. In einem Prospekt aus dem Jahr 1890 werden unter anderem folgende Produkte aufgeführt: Fördermaschine, Förderhaspel, hydraulischer Motor, Wasserhaltungsmaschine, Wassersäulenmaschine, Luftkompressionsmaschine, Einrichtungen für Hütten, Walzwerke, Kräne, Walzengerüste, Betriebsmaschinen: Dampfpumpen, Walzenzugmaschine, Gebläsemaschine, Dampfaufzüge, Zerkleinerungsmaschinen, Röhrenvorwärmer, Kessel, Schalen, Pfannen und Retorten für die chemische und metallurgische Industrie, Lehm- und Sandgussstücke größerer Dimension, Schmiedestücke in Hammereisen, Bessemer- und Martinstahl, auch landwirtschaftliche Maschinen: Pflüge, Rübenschneider, Pumpen, Kartoffelausgrabmaschine, Dreschmaschine, Pferdestall- und Geschirrkammereinrichtungen sowie Ferkeltröge.
Einige ihrer Maschinen zählten zu den modernsten und größten ihrer Zeit und wurden in technischen Fachbüchern beschrieben. Sie gehörten dabei auch zu den letzten und bis zuletzt betriebenen Maschinen ihrer Art und werden als Zeitzeugen der Industriekultur im Ruhrgebiet erhalten und in der geschichtlichen Literatur beschrieben. Vereinzelt stehen sie unter Denkmalschutz.
Die heutige Hazemag & EPR GmbH produziert und vertreibt vornehmlich Komponenten der Streckenvortriebstechnik, Bohrtechnik sowie Brecher und Mühlen der Marken Turmag, Hausherr und Salzgitter. Die Bergbau-Maschinen werden hauptsächlich nach Osteuropa, Russland und China geliefert. Darüber hinaus gibt es Lizenznehmer in Brasilien, Mexiko, Südafrika und Indien.

## Historische Spuren

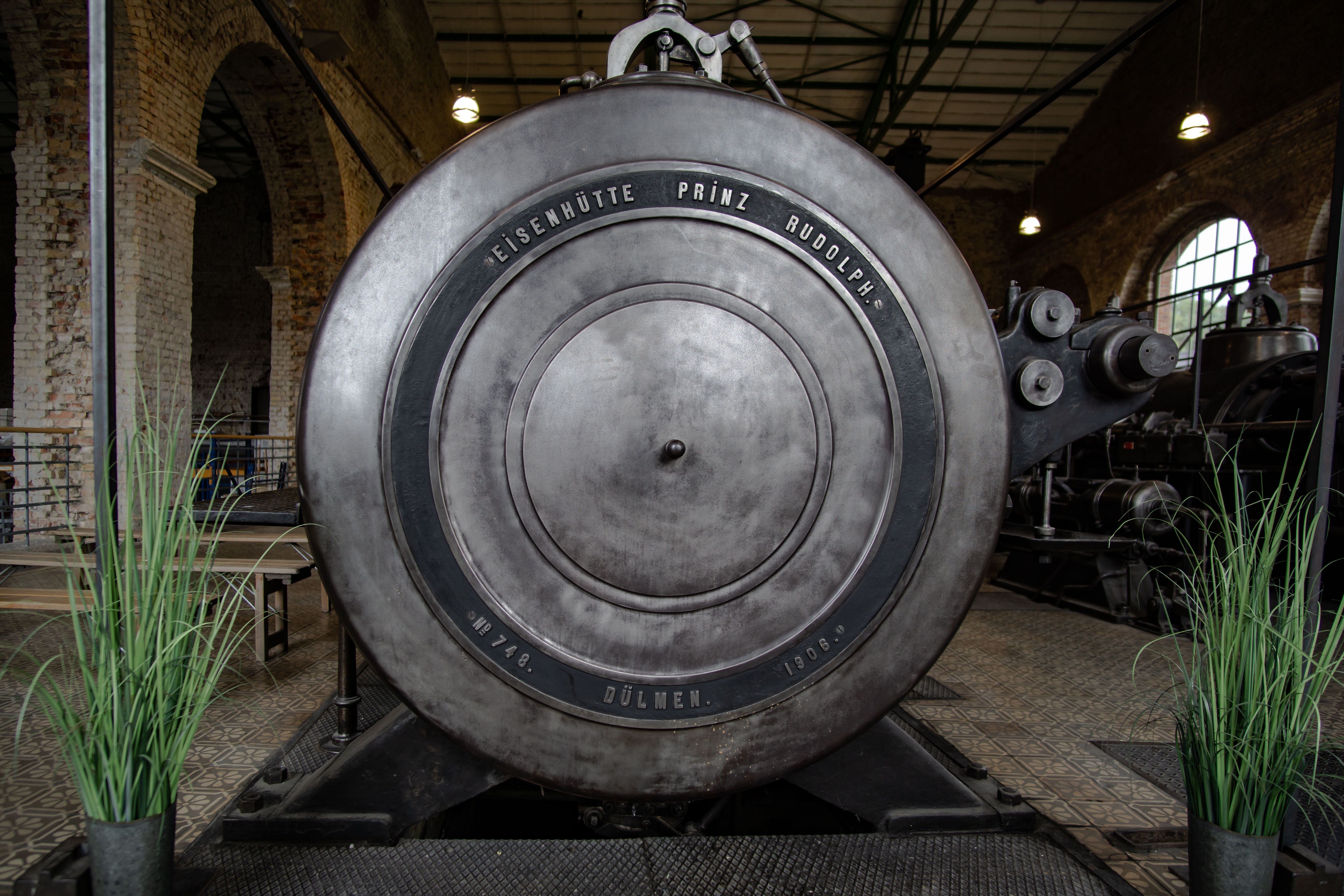
Zwillingstandem-Dampffördermaschinen (Nr. 747 und Nr. 748) von 1906, Zeche Waltrop

- Dülmen, Brokweg: Historische Werkshalle von 1842[27]
- Zeche Ewald Schacht 1: Dampffördermaschine Nr. 922[28]
- Zeche Ewald Fortsetzung Schacht 5: Dampffördermaschine sowie Treibrad von 1929 – ab 1985 Denkmal vor der Stadthalle in Erkenschwick[28]
- Zeche Schlägel & Eisen Schacht 5 heute Museum Maschinenhalle Zeche Scherlebeck: Letzte und wahrscheinlich älteste Tandemdampffördermaschine Westfalens von 1900 (Nr. 623).[29][26]
- Zeche Schlägel & Eisen Schacht 3: Dampffördermaschine von 1926, denkmalgeschützt.[28][26]
- Zeche Waltrop Schacht 1: Zwei Zwillingstandem-Dampffördermaschinen (Nr. 747 und Nr. 748) von 1906. War 1979 bei der Stilllegung der Zeche die älteste noch in Betrieb befindliche Dampffördermaschine.[26][30]
- Grube Louise Schacht „Carnall“: Dampffördermaschine von 1915. Für Museums-Zwecke unter Dampf betriebsfähig.[31]
- Zeche Westerholt Schacht 2: Elektrofördermaschine von 1961, denkmalgeschützt.[32]
- Grube Anna I Hauptschacht östliche Förderung: Zwillings-Dampffördermaschine von 1935[33]
- Zeche Bergmannsglück Schacht 2: Zwillingsdampffördermaschine von 1911 mit dazugehöriger Treibscheibe und Teufenanzeiger[34]
- Zeche Lohberg: Teufenstandszeiger von 1928.[35]
- Kaliwerk Glückauf Sondershausen Schacht 1: Treibrad von 1927[36]
- Zeche Nachtigall (Witten): Von der Zeche Franz Haniel übernommene Zwei-Zylinder-Verbund-Dampfmaschine von 1887[26]
- Zeche Radbod Schacht 2: Zwillings-Tandem-Fördermaschine von 1908[28][26][37]
- Zeche Recklinghausen II Schacht 4: Zwei einstufige Zwillings-Gegendruck-Dampffördermaschinen von 1964 Nr. 10038 und 1967 mit dazugehöriger Treibscheibe und Teufenanzeiger. Die letzten, die für den deutschen Bergbau gebaut wurden.[28][38][39]

## Trivia
Zehn Mitarbeiter der Eisenhütte Prinz Rudolph bauten sich 1950 als Siedlergemeinschaft Eisenhütte unweit des Firmengeländes An der Silberwiese jeweils ein Haus. Im Gegenzug zu einem Baukostenzuschuss des Arbeitgebers in Höhe von 2500 DM musste jeder Siedler einen weiteren Mitarbeiter der EPR samt Familie als sogenannten Mietling in sein Haus mit aufnehmen.